# Pseudhammus congoanus
Pseudhammus congoanus är en skalbaggsart som först beskrevs av Duvivier 1891.  Pseudhammus congoanus ingår i släktet Pseudhammus och familjen långhorningar. Inga underarter finns listade i Catalogue of Life.